# Francisco Albino
Francisco Alves Albino (Tortosendo, 2 novembre 1912 – Lisbona, 25 febbraio 1993) è stato un calciatore portoghese, di ruolo centrocampista.

## Carriera

### Club
Dal 1932 al 1945 ha giocato solo con il Benfica, segnando 20 reti in 462 partite.

### Nazionale
Ha collezionato 10 presenze con la Nazionale portoghese.

## Palmarès
- Campionato di Lisbona: 2

Benfica: 1932-1933, 1939-1940
- Campionato portoghese: 6

Benfica: 1935-1936, 1936-1937, 1937-1938, 1941-1942, 1942-1943, 1944-1945
- Coppa di Portogallo:

Benfica: 1939-1940, 1942-1943, 1943-1944